# Asta Nielsen

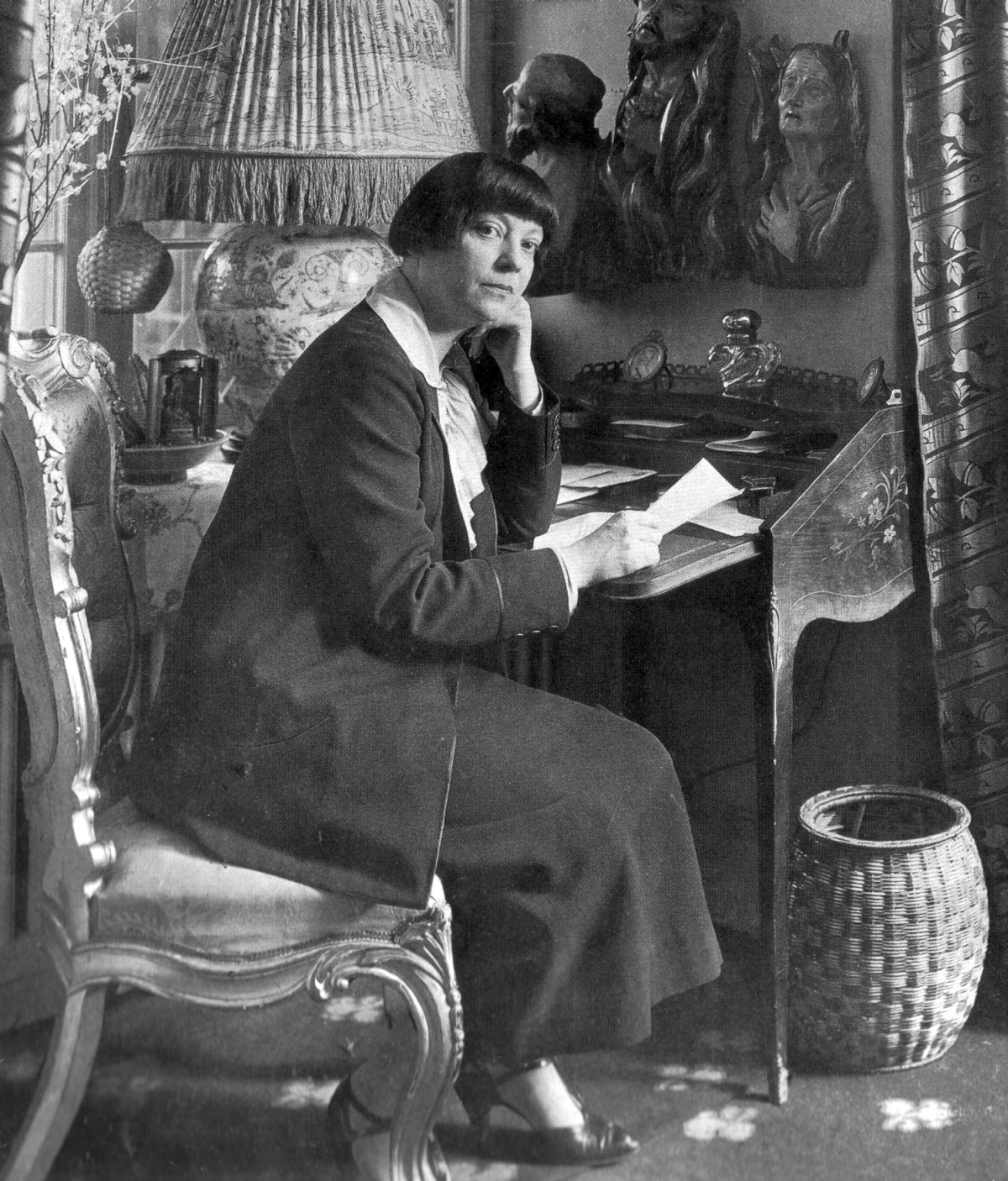
Asta Nielsen en su apartamento de Berlín, 1925.

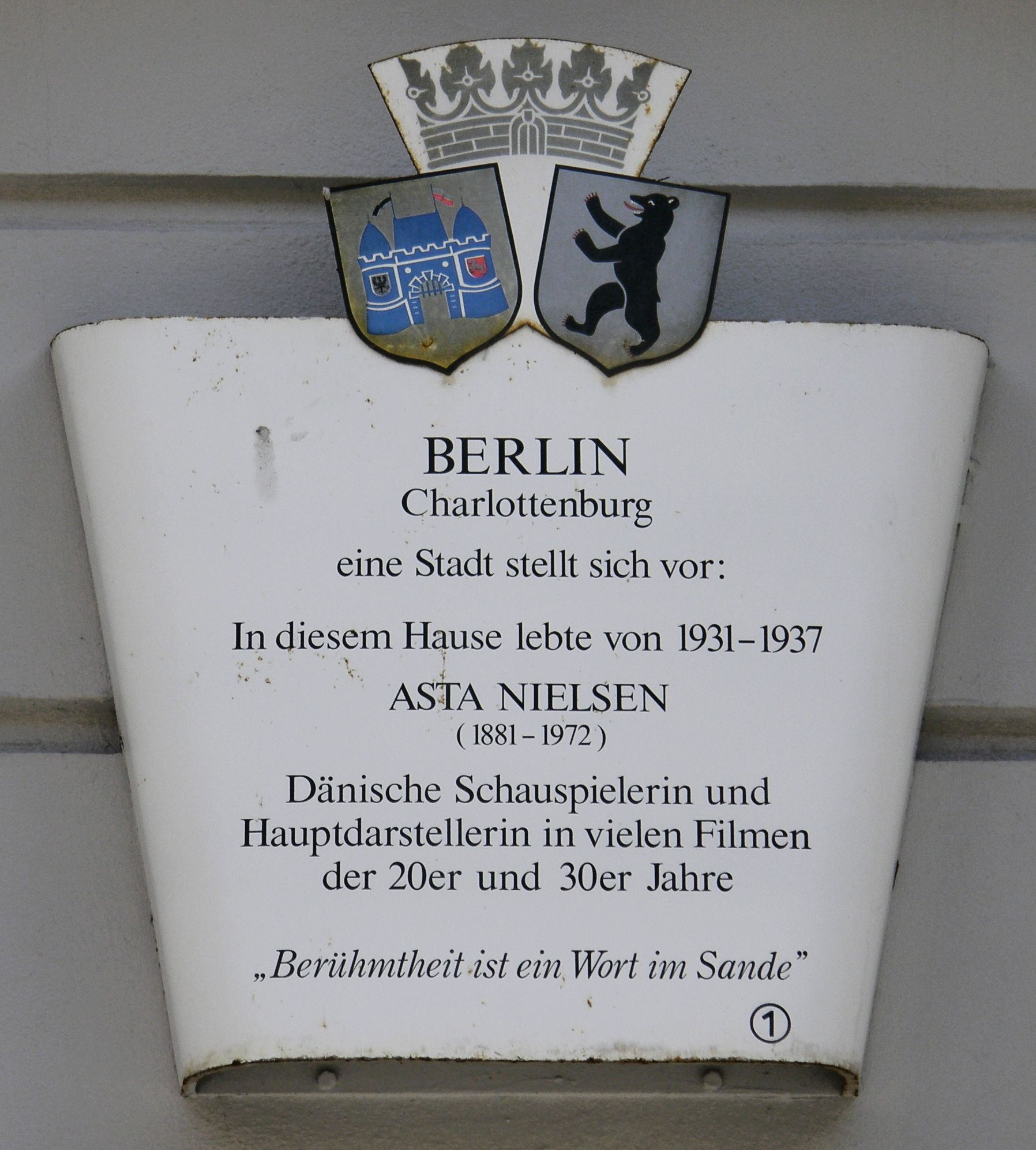
Placa conmemorativa de Nielsen en su casa sobre la calle Berliner Fasanenstraße.

Asta Nielsen (Copenhague, 11 de septiembre de 1881 - Frederiksberg, 25 de mayo de 1972) fue una actriz danesa de los años 1910 y 1920. Primera estrella germana de la historia.
Conocida por sus grandes ojos oscuros, su rostro en forma de máscara y su figura aniñada, Nielsen solía interpretar a mujeres apasionadas y de fuerte carácter atrapadas por trágicas circunstancias. Debido a la naturaleza erótica de sus interpretaciones, las películas de Nielsen fueron censuradas en Estados Unidos y su obra permaneció relativamente oculta para el público estadounidense. Se le atribuye el mérito de haber transformado la interpretación cinematográfica, que pasó de una teatralidad manifiesta a un estilo naturalista más sutil.
Nielsen fundó su propio estudio cinematográfico en Berlín en la década de 1920, pero regresó a Dinamarca en 1937 tras el ascenso del nazismo en Alemania. En sus últimos años, Nielsen se dedicó al collage y a la escritura.

## Vida y obra
Asta Sofie Amalie Nielsen nació en el barrio de Vesterbro de Copenhague (Dinamarca), hija de Jens Christian Nielsen (1847-1895), herrero a menudo en paro, y de Ida Frederikke Petersen (1843-1912), lavandera. Tenía una hermana mayor, Johanne, que padeció fiebre reumática durante toda su vida. La familia de Nielsen se mudó varias veces durante su infancia mientras su padre buscaba trabajo. Vivieron varios años en Malmö (Suecia), donde su padre trabajó en un molino de maíz y luego en una fábrica. Cuando perdió esos empleos, volvieron a vivir en el barrio de Nørrebro, en Copenhague. El padre de Nielsen murió cuando ella tenía catorce años. 
Desde niña entró en contacto con el teatro. A los dieciocho años, Nielsen fue aceptada en la escuela de interpretación del Teatro Real Danés. Allí estudió con el actor danés Peter Jerndorff. En 1901, Nielsen, de veintiún años, se quedó embarazada y dio a luz a una niña, Jesta. Nielsen nunca reveló la identidad del padre, pero optó por criar sola a su hija con la ayuda de su madre y su hermana mayor. Jesta se suicidó en 1964. Desde 1902, Asta trabajó en Copenhague. 
Nielsen se graduó en la Escuela de Teatro en 1902. Durante los tres años siguientes trabajó en el teatro Dagmar, y de 1905 a 1907 realizó giras por Noruega y Suecia con las compañías De Otte y Peter Fjelstrup. De regreso a Dinamarca, trabajó en el teatro Det Ny de 1907 a 1910. El historiador danés Robert Neiiendam escribió que el singular atractivo físico de Nielsen, de gran valor en la pantalla, se veía limitado en el escenario por su voz profunda y desigual.

## Carrera cinematográfica

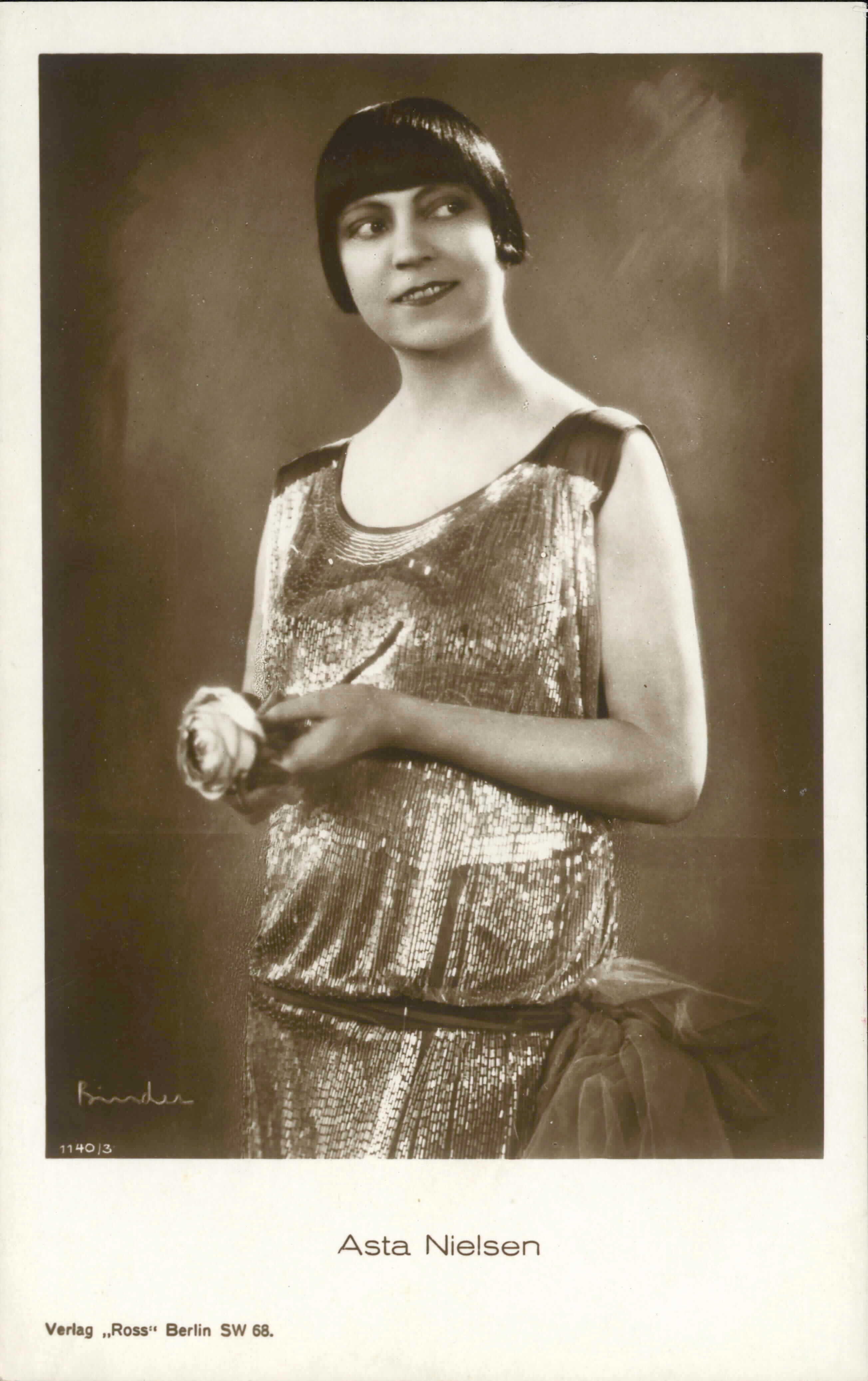
Asta Nielsen fotografiada por Alexander Binder, década de 1920.

Su primera película, Afgrunden (1910), la llevó junto con el director Urban Gad a un contrato para la producción de varias películas en Alemania, prorrogado hasta 1915 debido su éxito. 
En Alemania, Nielsen firmó un contrato con el productor alemán Paul Davidson, que fundó la Internationale Film-Vertriebs-Gesellschaft junto con Nielsen y Gad. La empresa poseía los derechos europeos de todas las películas de Nielsen y éste se convirtió en una "rutilante estrella del cine internacional", conocida simplemente como Die Asta (La Asta), con unos honorarios anuales de 85 000 marcos sólo en 1914.
Davidson describió a Nielsen como el factor decisivo para su paso a las producciones cinematográficas: "No había pensado en la producción cinematográfica. Pero entonces vi la primera película de Asta Nielsen. Me di cuenta de que la era del cortometraje había pasado. Y, sobre todo, me di cuenta de que esta mujer era la primera artista del medio cinematográfico. Sentí al instante que Asta Nielsen podía ser un éxito mundial. Las ventas internacionales de películas proporcionaron a Union ocho películas de Nielsen al año. Le construí un estudio en Tempelhof, y creé un gran equipo de producción a su alrededor. Esta mujer puede llevarlo ... Que las películas cuesten lo que cuesten. Utilicé todos los medios disponibles -e ideé muchos nuevos- para llevar las películas de Asta Nielsen a todo el mundo".
Nielsen firmó un contrato por 80 000 dólares al año, entonces el salario más alto para una estrella de cine.
Davidson describió a Nielsen como el factor decisivo de su paso a la producción cinematográfica:
No había pensado en la producción cinematográfica. Pero entonces véase la primera película de Asta Nielsen. Me di cuenta de que la era del cortometraje había pasado. Y, sobre todo, me di cuenta de que esta mujer era la primera artista del medio cinematográfico. Sentí al instante que Asta Nielsen podía ser un éxito mundial. Las ventas internacionales de películas proporcionaron a la Unión ocho películas de Nielsen al año. Le construí un estudio en Tempelhof, y creé un gran equipo de producción a su alrededor. Esta mujer puede llevarlo ... Que las películas cuesten lo que cuesten. Utilicé todos los medios disponibles -e ideé muchos nuevos- para llevar las películas de Asta Nielsen a todo el mundo.
Nielsen es considerada la primera estrella de cine internacional, sólo superada por el cómico francés Max Linder, también famoso en Europa y América en aquella época. En una encuesta de popularidad rusa de 1911, Nielsen fue elegida la mejor estrella de cine femenina del mundo, por detrás de Linder y por delante de su compatriota danesa Valdemar Psilander. Siguió siendo popular en ambos bandos durante la Primera Guerra Mundial y en 1915 (antes de la entrada de Estados Unidos en la contienda) visitó Nueva York para estudiar las técnicas cinematográficas estadounidenses. Sin embargo, abandonó Alemania después de que una turba de la Unter den Linden la confundiera con una rusa al comienzo de la guerra.
En 1921, Nielsen, a través de su propia distribuidora cinematográfica Asta Films, apareció en la película dirigida por Svend Gade y Heinz Schall Hamlet. La película era una interpretación radical de la obra de William Shakespeare, en la que Nielsen interpretaba el papel de Hamlet como una mujer que se disfraza de hombre.
Varias fuentes, entre ellas IMDb, afirman que Nielsen interpretó a Mata Hari en una película de principios de la década de 1920 titulada, entre otros títulos, Mata Hari, Die Spionin ('La espía'). Sin embargo, trabajos académicos como la filmografía autorizada publicada por Filmarchiv Austria en 2010 no mencionan tal película. El estudioso del cine Ivo Blom ha llegado a la conclusión de que la idea de que Nielsen interpretara a Mata Hari en el cine surgió de una confusión con su película, hoy perdida, Die Tänzerin Navarro (1922), que presenta un argumento similar a la historia de la vida de Mata Hari. 
En 1925, participó en la película Bajo la máscara del placer de Georg Wilhelm Pabst, junto a Greta Garbo.
Trabajó en películas alemanas hasta el comienzo del cine sonoro. Nielsen sólo rodó un largometraje sonoro, Unmögliche Liebe (Corona de espinas) en 1932. Sin embargo, los nuevos avances técnicos del cine no se adaptaban al estilo de Nielsen, ni su madurez podía competir con la de los jóvenes ingenios estadounidenses, por lo que se retiró de la pantalla. A partir de entonces, Nielsen sólo actuó en teatro. Tras el ascenso del nazismo, el ministro de propaganda Joseph Goebbels le ofreció su propio estudio. Nielsen contó más tarde que fue invitada a tomar el té con Adolf Hitler, quien intentó convencerla de que volviera al cine y le explicó el poder político de su presencia en la pantalla. Consciente de las implicaciones, Nielsen declinó la oferta y abandonó Alemania en 1936. Regresó a Dinamarca, donde escribió artículos sobre arte y política y una autobiografía en dos volúmenes.

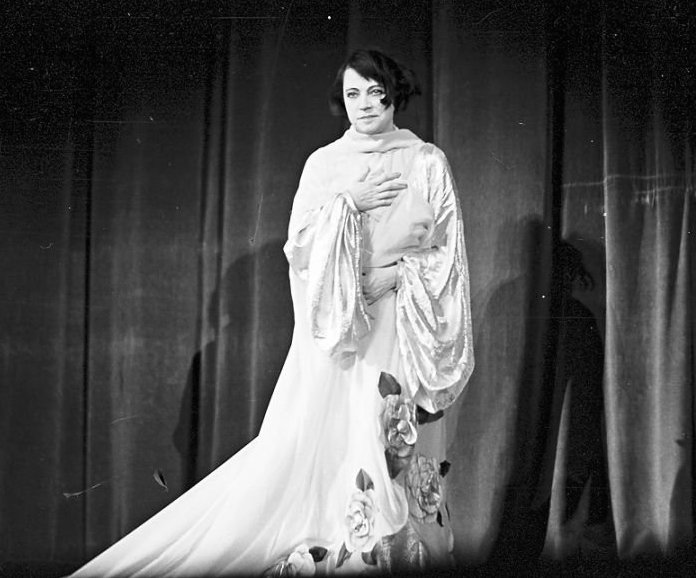
Asta Nielsen en una aparición en el teatro Scala de Berlín, 1934

Se la considera una gran actriz de cine por su estilo interpretativo natural, adaptándose a las exigencias de los medios cinematográficos y evitando la dramatización teatral. También era experta en retratar a mujeres de distintos estratos sociales y psicologías.

## Películas

### Películas mudas
- 1910: Abgründe (Afgrunden), Dinamarca - director: Urban Gad
- 1911: Nachtfalter - director: Urban Gad
- 1911: Heißes Blut - director: Urban Gad
- 1911: Ballettänzerin (Balletdanserinden), Dinamarca - director: August Blom
- 1911: Der fremde Vogel - director: Urban Gad
- 1911: In dem großen Augenblick - director: Urban Gad
- 1911: Der schwarze Traum (Den Sorte drøm), Dinamarca - director: Urban Gad
- 1912: Die Verräterin - director: Urban Gad
- 1912: Das Mädchen ohne Vaterland - director: Urban Gad
- 1912: Die arme Jenny - director: Urban Gad
- 1912: Der Totentanz (Fragmento, 429 metros) - director y libreto: Urban Gad. Otros actores: Oskar Fuchs, Fritz Weidemann, Fred Immler
- 1912: Jugend und Tollheit - director: Urban Gad
- 1912: Wenn die Maske fällt - director: Urban Gad
- 1913: Die Sünden der Väter - director: Urban Gad
- 1913: Die Filmprimadonna - director: Urban Gad
- 1913: La sufragista (Die Suffragette) - director: Urban Gad
- 1913: S1 - director: Urban Gad
- 1913: Das rosa Pantöffelchen - director: Franz Hofer
- 1914: Engelein - director: Urban Gad
- 1914: Zapatas Bande - director: Urban Gad
- 1914: Die falsche Asta Nielsen - director: Urban Gad
- 1914: Weiße Rosen - director: Urban Gad
- 1915: Vordertreppe - Hintertreppe - director: Urban Gad
- 1916: Das Eskimobaby - director: Walter Schmidthässler
- 1916: Das Liebes-ABC - director: Magnus Stifter
- 1916: Dora Brandes - director: Magnus Stifter
- 1916: Im Lebenswirbel - director: Heinz Schall
- 1916: Die Börsenkönigin - director: Edmund Edel
- 1917: Das Versuchskaninchen - director: Edmund Edel
- 1919: Rausch - director: Ernst Lubitsch
- 1919: Das Ende vom Liede - director: Willy Grunwald
- 1919: Der Fackelträger (Mod lyset) - director: Holger Madsen
- 1920: Der Reigen - Ein Werdegang - director: Richard Oswald
- 1921: Hamlet - director: Svend Gade
- 1921: Irrende Seelen/Sklaven der Sinne - director: Carl Froelich
- 1921: Fräulein Julie - director: Felix Basch
- 1921: Die Geliebte Roswolskys - director: Felix Basch
- 1922: Vanina - Die Galgenhochzeit - director: Arthur von Gerlach
- 1922: Der Absturz - director: Ludwig Wolff
- 1923: Erdgeist - director: Leopold Jessner
- 1924: Lebende Buddhas - director: Paul Wegener
- 1924: I.N.R.I. - director: Robert Wiene
- 1925: Die freudlose Gasse - director: Georg Wilhelm Pabst
- 1926: Laster der Menschheit - director: Rudolf Meinert
- 1927: Dirnentragödie - director: Bruno Rahn
- 1927: Gehetzte Frauen - director: Richard Oswald
- 1927: Kleinstadtsünder - director: Bruno Rahn
- 1927: Das gefährliche Alter - director: Eugen Illés

### Películas sonoras
- 1932: El amor imposible - director: Erich Waschneck